# 紅佐里亞 (蘇梅州)
51°45′46″N 34°25′48″E / 51.76278°N 34.43000°E
紅佐里亞（烏克蘭語：Червона Зоря）是位於烏克蘭東北部的村莊，由蘇梅州紹斯特卡區的埃斯曼市鎮負責管轄。該村處於克列文河畔，距離[錫多里夫卡3公里，海拔高度170米，2001年人口4。